# Spergularia sezer-zenginii
Spergularia sezer-zenginii är en nejlikväxtart som beskrevs av S. Yildirimli. Spergularia sezer-zenginii ingår i släktet rödnarvar, och familjen nejlikväxter. Inga underarter finns listade i Catalogue of Life.